# Uvaria cordifolia
Uvaria cordifolia är en kirimojaväxtart som beskrevs av William Roxburgh. Uvaria cordifolia ingår i släktet Uvaria och familjen kirimojaväxter. Inga underarter finns listade i Catalogue of Life.